# Tsukigakirei
Tsukigakirei (月がきれい?, Tsuki ga kirei, lett. "La luna è bella") è una serie televisiva anime prodotta da Feel e diretta da Seiji Kishi, trasmessa in Giappone dal 6 aprile al 29 giugno 2017.

## Trama
Kotarō Azumi e Akane Mizuno sono due quindicenni al terzo anno di scuole medie. I due sono in classe insieme per la prima volta, e dovranno affrontare diverse sfide come l'amore adolescenziale e la fine delle medie. Inoltre, la sfida maggiore arriva quando Akane scopre che la sua famiglia si trasferirà a Chiba.

## Personaggi
Kotarō Azumi (安曇 小太郎?, Azumi Kotarō)
Doppiato da: Shōya Chiba
Studente della classe 3-1 delle scuole medie di Kawagoe. Vuole diventare uno scrittore, e ammira e rispetta Osamu Dazai. Solitamente ha un atteggiamento calmo e composto. All'inizio, non mostra i suoi testi agli altri, ma grazie ad Akane inizia ad aprirsi. Sin da piccolo, viene istruito per eseguire danze tradizionali e l'accompagnamento di festival musicali tradizionali, ovvero l'hayashi, che accompagna il nō, in una locale jinja. Ha iniziato ad uscire con Akane segretamente, ma poi l'ha rivelato ad un amico. Dopo che Akane si è trasferita, riesce a mantenersi in contatto con lei attraverso LINE. Come mostrato da una scena alla fine dei titoli di coda dell'ultimo episodio, nel futuro i due si sposano e hanno un figlio.
Akane Mizuno (水野 茜?, Mizuno Akane)
Doppiata da: Konomi Kohara
Studentessa della classe 3-1 delle scuole medie di Kawagoe. Fa parte del club di atletica leggera. Quando è nervosa, strizza il suo peluche a forma di patata. Inizia a frequentare segretamente Kotarō e lo rivelerà solo ad alcune sue amiche. È costretta a trasferirsi a Chiba a causa del lavoro del padre: per questo, si mette in ansia per il futuro della sua relazione con Kotarō, che cercherà anche di entrare nella sua stessa scuola. Quando scopre che Kotarō non ha passato l'esame di ingresso si preoccupa di nuovo, ma si risolleva leggendo la storia che ha messo online Kotarō, dove dice che lui amerà lei per sempre.
Takumi Hira (比良 拓海?, Hira Takumi)
Doppiato da: Atsushi Tamaru
Presidente del club di atletica leggera. È innamorato di Akane.
Chinatsu Nishio (西尾 千夏?, Nishio Chinatsu)
Doppiata da: Rie Murakawa
Una delle migliori amiche di Akane. Anche lei è nel club di atletica leggera. Ha una cotta per Kotarō.

## Produzione
Annunciato il 30 gennaio 2017 dallo studio d'animazione Feel, il progetto televisivo anime originale, diretto da Seiji Kishi e scritto sotto la supervisione di Yūko Kakihara, è andato in onda dal 6 aprile al 29 giugno 2017. La colonna sonora è stata composta da Takurō Iga, mentre il character design è stato sviluppato da Loundraw e Kazuaki Morita. Le sigle di apertura e chiusura sono rispettivamente Imakoko (イマココ?) e Tsuki ga kirei (月がきれい?), entrambe interpretate da Nao Tōyama. In tutto il mondo, ad eccezione dell'Asia, gli episodi sono stati trasmessi in streaming in simulcast, anche coi sottotitoli in lingua italiana, da Crunchyroll.

### Episodi
| Nº  | Titolo italiano Giapponese 「Kanji」 - Rōmaji                                      | In onda        | In onda |
| Nº  | Titolo italiano Giapponese 「Kanji」 - Rōmaji                                      | Giapponese     |         |
| 1   | La primavera e i momenti difficili 「春と修羅」 - Haru to shura                    | 6 aprile 2017  |         |
| 2   | Una manciata di sabbia 「一握の砂」 - Ichiaku no suna                              | 13 aprile 2017 |         |
| 3   | Ululare alla luna 「月に吠える」 - Tsuki ni hoeru                                  | 20 aprile 2017 |         |
| 4   | Pioggia passeggera 「通り雨」 - Tōriame                                            | 27 aprile 2017 |         |
| 5   | Il cuore delle cose 「こころ」 - Kokoro                                            | 4 maggio 2017  |         |
| 6   | Corri, Melos! 「走れメロス」 - Hashire Merosu                                      | 11 maggio 2017 |         |
| 6.5 | Prima metà: la strada fatta finora 「前半抄 道程」 - Zenhan shō: dōtei             | 18 maggio 2017 |         |
| 7   | In amore non ci si deve risparmiare 「惜しみなく愛は奪う」 - Oshiminaku ai wa ubau | 25 maggio 2017 |         |
| 8   | Vita sexualis 「ヰタ・セクスアリス」 - Wita sekusuarisu                            | 1º giugno 2017 |         |
| 9   | Si alza il vento 「風立ちぬ」 - Kaze tachinu                                       | 8 giugno 2017  |         |
| 10  | Tramonto 「斜陽」 - Shayō                                                          | 15 giugno 2017 |         |
| 11  | L'incoraggiamento a imparare 「学問のすすめ」 - Gakumon no susume                  | 22 giugno 2017 |         |
| 12  | E poi… 「それから」 - Sore kara                                                    | 29 giugno 2017 |         |